# Cornamusa

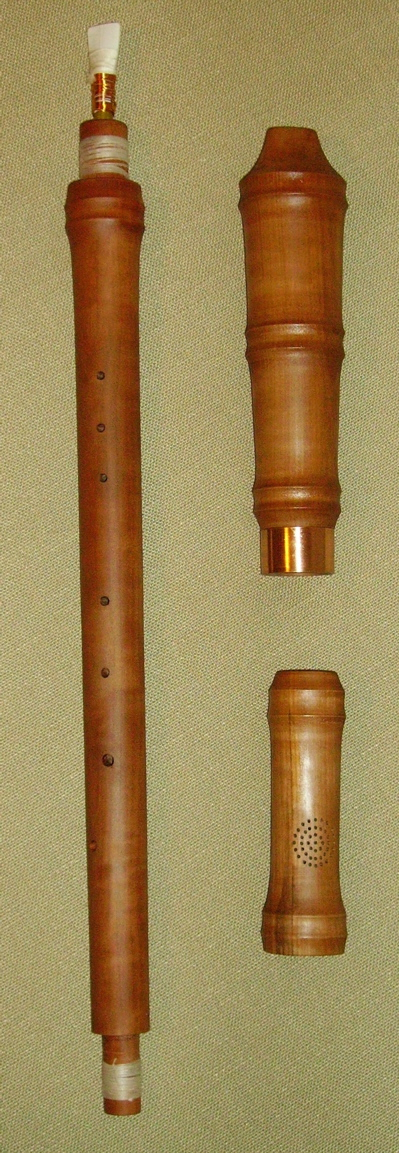
Cornamusa alto afinada en fa. Está fabricada en madera de peral y es una reconstrucción hecha por Dominik Bauer.

La cornamusa (del francés cornemuse, formada de corne cuerno y muse, divertirse o vagar) es un instrumento musical de viento de doble lengüeta cuyos orígenes se remontan al Imperio romano. Guarda similitud con el cromorno. Las gaitas forman parte de la familia de las cornamusas, pero no se limita a estas.

## Funcionamiento
Algunas cornamusas, la familia de las gaitas, no se tocan directamente soplando en las cañas, sino que el intérprete sopla a través de un conducto denominado portaviento y el aire pasa por uno o más tubos de lengüeta hasta llegar a una bolsa llamada odre. Como el flujo de aire es continuo, los tubos del instrumento suenan sin interrupciones. Las notas melódicas repetidas deben articularse introduciendo notas de adorno (de muy corta duración) entre ellas. Las cornamusas más sencillas están formadas por un tubo de caña con una única lengüeta cortada en uno de sus lados. En ocasiones están formadas por dos tubos paralelos, el caramillo que es el tubo melódico y el bordón que es el armónico. Otras, emparentadas con el oboe y el corno inglés, tales como la dulzaina, no tienen odre y el músico sopla directamente en las cañas.

## Difusión
Los orígenes de la cornamusa se remontan a la época del Imperio romano. Este instrumento era empleado frecuentemente como instrumento de pastores en Europa y Asia occidental. En las cornamusas modernas existen diferencias dependiendo del lugar en el que sean empleadas. Las cornamusas con caramillos y bordones de lengüeta simple son características de Asia, del norte de África y de Europa oriental, como la gaida búlgara. Las cornamusas con dos caramillos de sección cónica y con bordones cilíndricos de lengüeta simple son empleados en Europa occidental, como el biniou bretón. La mayoría de estos instrumentos pueden producir una escala musical de hasta nueve notas.
En España, la cornamusa es conocida como gaita en Galicia, Asturias y León, boto en Aragón, sac de gemecs en Cataluña y Valencia y xeremía en Mallorca. Está formada por un tubo melódico, con una o varias trompas o bordones, uno los cuales tiene una lengüeta doble, y puede tener embocadura o fuelle. 
En el Reino Unido existen diferentes tipos de cornamusas. La highland es tradicional de Escocia y los ejemplares más antiguos que se conservan de este instrumento datan de 1409. Es similar al modelo de la cornamusa escocesa moderna, excepto por la ausencia de bordón. La union pipe de Irlanda es una compleja cornamusa de fuelle con un caramillo cónico de doble lengüeta y nueve llaves cerradas.
La pequeña northumbrian consta de siete llaves cerradas en un caramillo cilíndrico de lengüeta doble cerrado por su base, por lo que puede hacer silencios. Es probable que sea un instrumento derivado de la musette cortesana de los siglos XVII y XVIII en Francia, ya que dicho instrumento estaba formado normalmente por dos caramillos cilíndricos de lengüeta doble, siendo la segunda para las notas más agudas. Sus cuatro bordones cilíndricos de doble lengüeta se montaban en un único tubo grueso. La zampoña del sur de Italia tiene dos caramillos y dos bordones, todos de lengüeta doble.